# Chris Hani (Distrikt)
Der Distrikt Chris Hani (englisch Chris Hani District Municipality) liegt in der südafrikanischen Provinz Ostkap. Auf einer Fläche von 36.144 km² leben 795.461 Einwohner (Stand: 2022). Der Verwaltungssitz befindet sich in Queenstown. Benannt ist der Distrikt nach dem südafrikanischen Politiker Chris Hani.

## Gemeindestruktur
Als Beispiel für die Infrastruktur hier die Wasserversorgung der Haushalte (HWA = eigener Hauswasseranschluss; ÖWA = öffentlicher Wasseranschluss in der Nähe; KWA = kein Anschluss an ein Wasserleitungsnetz):
| Gemeinde zum Zeitpunkt der Erhebung | Verwaltungssitz | Fläche km² | Einwohner (2007) | HWA  | ÖWA  | KWA  |
| ----------------------------------- | --------------- | ---------- | ---------------- | ---- | ---- | ---- |
| Emalahleni                          | Lady Frere      | 3.551      | 125.293          | 1 %  | 39 % | 60 % |
| Engcobo                             | Ngcobo          | 2.258      | 135.979          | 1 %  | 17 % | 82 % |
| Inkwanca                            | Molteno         | 3.584      | 14.283           | 10 % | 78 % | 12 % |
| Intsika Yethu                       | Cofimvaba       | 3.041      | 185.342          | 1 %  | 23 % | 76 % |
| Inxuba Yethemba                     | Cradock         | 11.592     | 48.399           | 24 % | 62 % | 14 % |
| Lukhanji                            | Queenstown      | 4.260      | 208.081          | 16 % | 67 % | 17 % |
| Sakhisizwe                          | Cala            | 2.251      | 53.472           | 3 %  | 56 % | 41 % |
| Tsolwana                            | Tarkastad       | 6.025      | 27.660           | 3 %  | 68 % | 29 % |

2016 wurden die drei Gemeinden Inkwanca, Lukhanji und Tsolwana zur Gemeinde Enoch Mgijima zusammengelegt.